# 안문현 (방송인)
안문현은 대한민국의 방송인 겸 행복설계강사이며 종교는 개신교이다.

## 경력

### 주요 이력
- 인천에서 출생한 그녀는 1975년 일가족과 함께 서울 남현동으로 이주ᆞ서울사당초  서문여중  인헌고  숙명여대를 나옴.
- 1996년 mbc 폭소발명왕으로 정식 데뷔 후 kbs  mbc  sbs  mbn 등에서 2024년 현재 까지 다수 교양프로그램 패널 출연중
- 1997 창의력강사를 시작으로 현재까지 교육단체 지방자치단체등에서 행복설계강사활동 중

### 학력
- 서울사당초등학교 졸업(1982년)
- 서문여자중학교 졸업(1985년)
- 인헌고등학교 졸업(1988년)
- 숙명여자대학교 소비자경제학과 학사(1992년)
- 숭실사이버대학교 기독교상담학과 실용영어 복수전공 학사(2018년)
- 숙명여대 대학원 YL 테솔 5개월 과정 이수

## 출연작

### 지면 광고
- 1992년 《TGI Friday 광고》

### CF 광고
- 1998년 대우전자《대우 탱크 냉장고 냉기그물》
- 1998년 한국몬테소리
- 미디어윌 벼룩시장 등

### TV 프로그램
- 1996년 MBC 《폭소 발명왕》
- 1996년 MBC 《인기 가요 베스트 50》
- 1998년 MBC 《휴먼TV 앗! 나의 실수》
- 1999년 KBS2 《가족오락관》
- 2000년 MBC 《박상원의 아름다운 TV 얼굴》
- 2002년 MBC 《일요일 일요일 밤에 - 브레인 서바이버》
- 2006년 EBS 《부모》
- 2011년 EBS 라디오 FM 토요 스토리 스페셜
- 2013년 MBN 《속풀이쇼 동치미》《황금알》《신세계》
- 2016년 YTN 《뉴스 Q》
- 2018년 KBS 여유만만
- 2019년~2024 mbc 기분좋은날 고정출연중

### 라디오 프로그램
- 2011년 EBS 《FM 토요 라디오 스페셜》